# De Doelen
De Doelen is een concertzaal, poppodium en congresgebouw in het centrum van Rotterdam. Met 2.139 stoelen was het in 2024 de grootste akoestische concertzaal van Nederland. Het totaal aantal bezoekers bedraagt ruim 650.000 per jaar. Het Rotterdams Philharmonisch Orkest (RPhO) is de belangrijkste gebruiker. Verder wordt er pop, jazz en klassieke muziek geprogameerd en is De doelen een belangrijk onderkomen van het jaarlijkse International Film Festival Rotterdam. Daarnaast biedt de Doelen sinds 2024 verschillende zaaltjes in het gebouw, met een laagdrempelig cultureel en maatschappelijk programma, veelal gratis toegankelijk. Van dialoog en radio tot kunst, muziek en programma’s voor kinderen. Het gebouw bevat naast vier zalen met een aparte ingang zeven studio's en andere faciliteiten.

## Geschiedenis
De naam 'doelen' gaat terug tot de 17e eeuw, toen door een groep stadsmuzikanten regelmatig concerten werden gegeven in een gebouw genaamd ‘De Doele’ dat aan het Haagseveer stond, dicht bij de Delftsche Poort. Dit gebouw was een vervanging van de bestaande St. Joris Doele, dat sinds de middeleeuwen de sociëteit was geweest van het gilde van de voetboogschutters (een doelen). Voetboogschutters oefenden in het boogschieten op 'doelen'. Dit schuttersgilde kreeg in 1697 officieel vergunning om in hun gebouw concerten te organiseren.
In 1844 werd ter vervanging van De Doele aan het Haagseveer de Harmonie met daarin de Groote Doelezaal aan de Coolsingel geopend, maar deze moest een kleine eeuw later, in 1930, wegens bouwvalligheid worden gesloten. In 1934 werd de nieuwe, herbouwde Doelenzaal in gebruik genomen. Deze werd in mei 1940 bij het bombardement van Rotterdam verwoest.

### Nieuwbouw
De eerste paal voor het nieuwe gebouw werd op 9 juli 1962 geslagen door Eduard Flipse (dirigent van het RPhO). Op 18 mei 1966 werd het nieuwe concert- en congresgebouw de Doelen geopend. Hiermee werd een traditionele naam in ere hersteld. De goede akoestiek van het nieuwe gebouw wordt geroemd. Tevens was het gebouw een bekroning van de wederopbouw in de eerste twee decennia na de oorlog. Daarom was de opening speciaal op de traditionele Opbouwdag 18 mei. Het ontwerp is van de Rotterdamse architecten H.M. en E.H.A. Kraaijvanger in samenwerking met Rein Fledderus. In 2009 zijn de Grote Zaal, de foyers en de ontvangstruimte gerenoveerd. Hierbij werden onder meer het klimaatsysteem en alle stoelen vervangen, maar de opvallendste vernieuwing was het grote zwevende "technisch plafond" met microfoons en andere apparatuur boven het podium.

#### Indeling
- Grote Zaal, ingang aan het Schouwburgplein 50 (uitbreiding in het jaar 2000)
- Willem Burger Zaal, ingang aan het Kruisplein 40
- Jurriaanse Zaal (voorheen Kleine Zaal), ingang Kruisplein 30 (uitbreiding in het jaar 2000)
- Eduard Flipse Zaal, ingang aan de Karel Doormanstraat 223
- Studio 1: de Doelen Studio; het café in Rotterdam waar je geniet van gratis live muziek en events.

Na een verbouwing in 2024 beschikt De Doelen verder over acht zogenoemde 'studio's' waar zeer uiteen lopende activiteiten plaatsvinden, zo zijn er een restaurant en een kinderhoek.

## Traditionele concerten

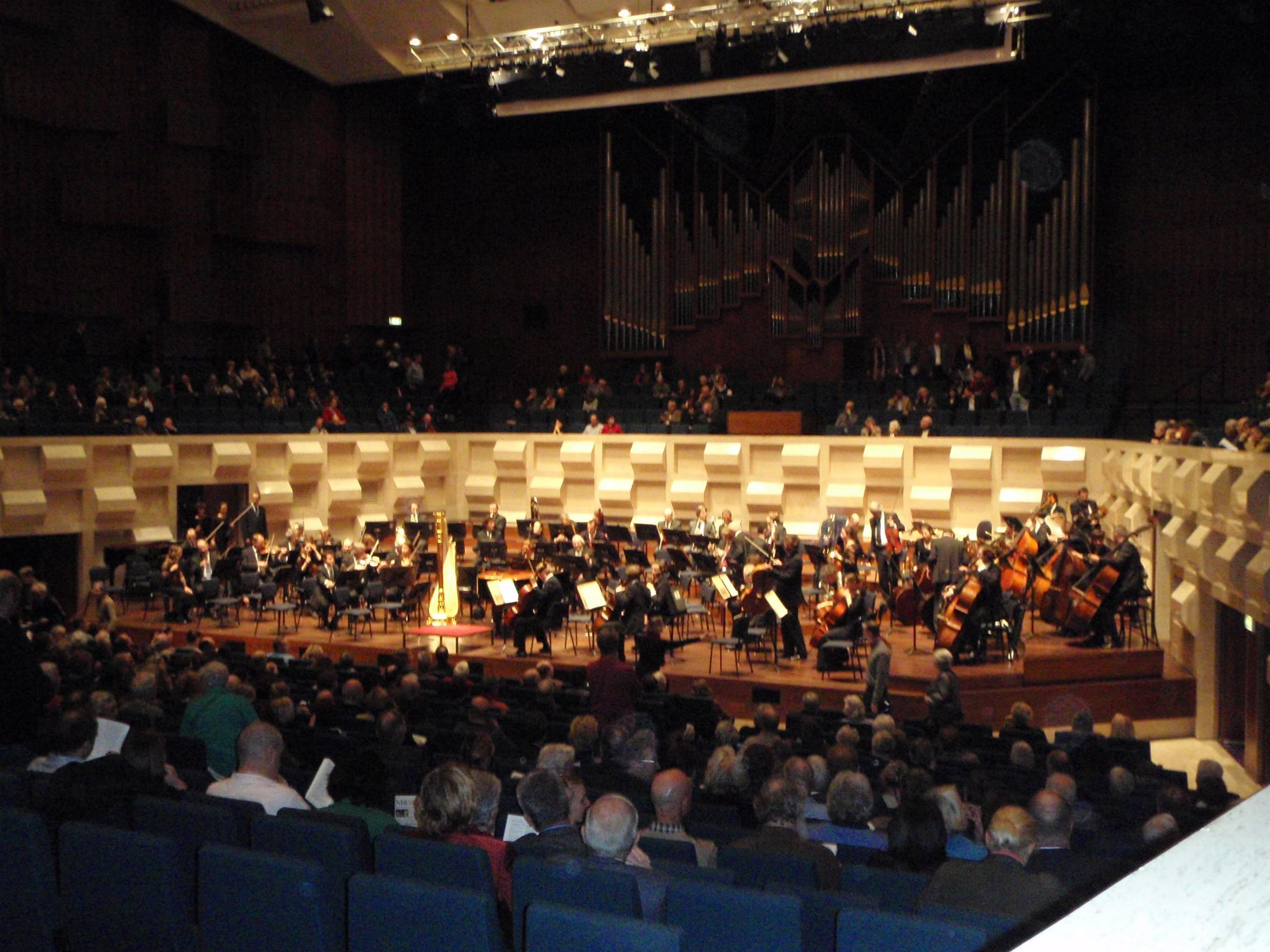
Een concert in de grote zaal. Op de achtergrond het orgel.

Sinds 1966 worden jaarlijks in de maand december door het christelijk gemengd koor Deo Cantemus kerstconcerten gegeven in de Doelen. De Evangelische Omroep maakt hiervan opnamen voor televisie-uitzendingen. Het is ook een traditie geworden om hier jaarlijks een voorjaarsconcert te geven met als thema “Rotterdam zingt van Hem”. Een ander belangrijk terugkerend evenement is het Gergiev Festival, sinds 1995.

## Programmering en artiesten
Tegenwoordig programmeert de Doelen een breed scala aan muziekgenres en is uitgegroeid tot een veelzijdig podium voor zowel klassieke muziek als hedendaagse popcultuur. Naast concerten van het Rotterdams Philharmonisch Orkest verwelkomt de Doelen jaarlijks artiesten uit de pop, jazz, hiphop, soul, elektronische muziek en spoken word. In de afgelopen decennia stonden onder anderen Ella Fitzgerald, Ray Charles, Aretha Franklin, Led Zeppelin, Tina Turner, Bryan Adams, Nirvana, Bruce Springsteen, Charles Aznavour, Tori Amos en Nina Simone op het podium, tot meer recentelijk Grammy-genomineerde Jazzmeia Horn, Pete Philly, Eloi Youssef, Lorenzo Viotti, Karsu, GZA, Mert Demir, Shirma Rouse, Dionne Warwick, Brainpower, Gabriel Ríos en Angie Stone, evenals grote orkesten als: Hong Kong Philharmonic Orchestra, het Nederlands Philharmonisch, Utopia Orchestra, Budapest Festival Orchestra o.l.v. Ivan Fischer en Academy of St Martin in the Fields. Daarnaast konden bezoekers verschillende films herbeleven onder begeleiding van live-uitvoeringen door orkesten, zoals Beauty and the Beast, Spider-Man: Into the Spider-Verse, Spectre en Harry Potter in Concert. Deze uiteenlopende programmering weerspiegelt de missie van de Doelen om een inclusief en grensverleggend cultureel aanbod te presenteren voor een breed publiek. De Doelen heeft meer dan alleen muziek: je vindt er een bijzondere collectie wederopbouwkunst én een eigen kunstgalerie, de Doelen Art, waar regelmatig nieuwe exposities van lokale kunstenaars te zien zijn.

## Het grote Doelenorgel
Het Doelenorgel, geplaatst in de Grote Zaal van de Doelen, is in de jaren '60 gebouwd door orgelbouwer Flentrop. Door de vorm van de zaal heeft het ontwerp van de orgelkast een sterk horizontale lijn kunnen krijgen, wat men in kerken niet gewend was. Het concertorgel heeft vier klavieren en een pedaal. Het eerste concert op het orgel werd 28 maart 1968 gegeven.

## Monument
De Doelen was een gemeentelijk monument en opgenomen in het Beschermingsprogramma Wederopbouw 1959-1965. Op 9 december 2015 werd het gebouw aangewezen als rijksmonument.